# Токугава Таданага

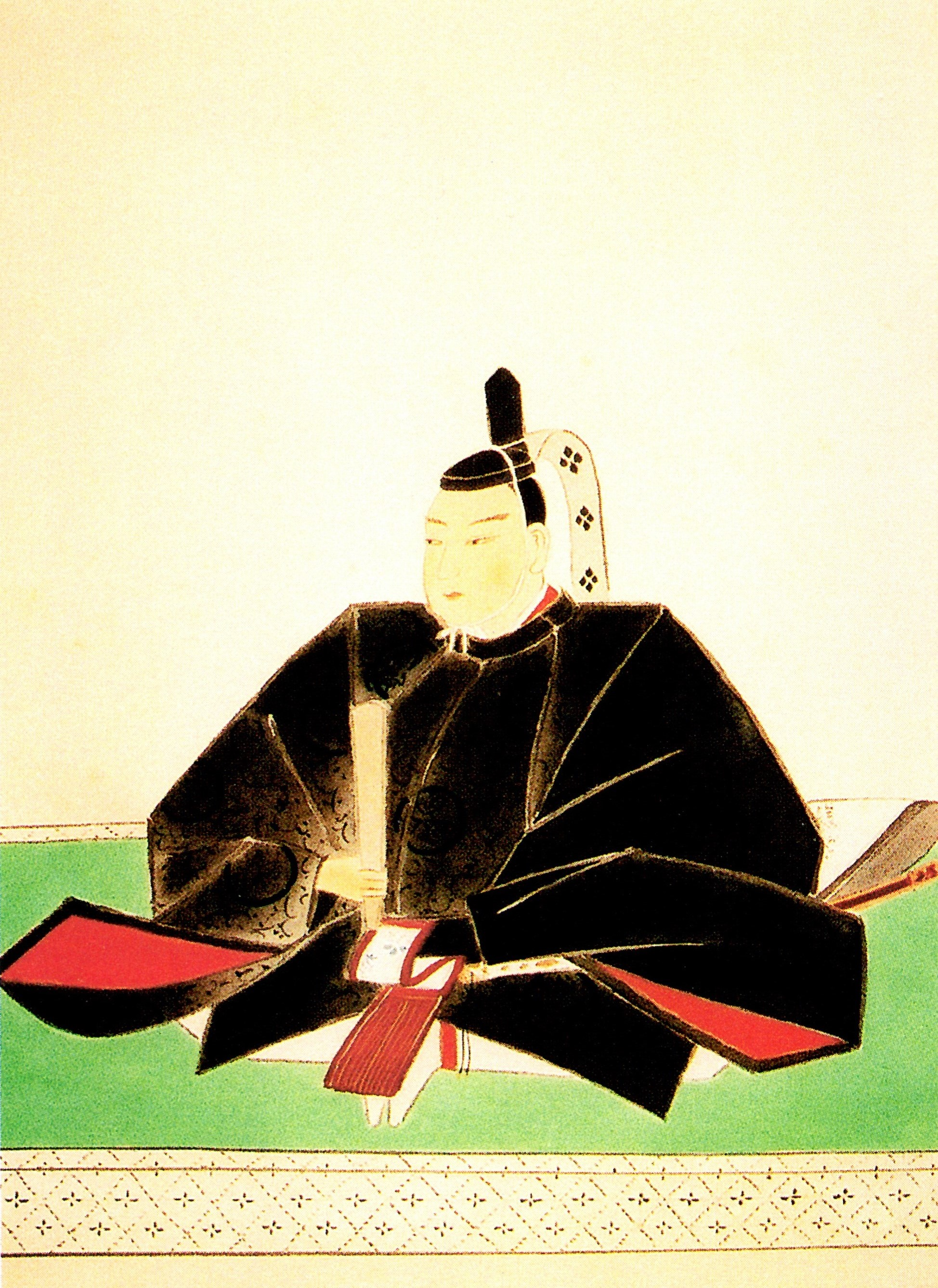

Токугава Таданага (1606 — 1633) — японский даймё раннего периода Эдо. Сын второго сёгуна, Токугавы Хидетады, его мать была дочерью Адзаи Нагамасы и племянницей Оды Нобунаги. Его старший брат Иэмицу стал третьим сёгуном по линии Токугава. Младшего брата звали Хосина Масаюки.
Таданага родился в 1606 г. Его дата рождения сомнительна и дана по-разному: 7 мая, 1 июня и 3 декабря.
В 1624 г. Таданага был назначен даймё провинций Суруга, Тотоми и Кай. Он получил поддержку от своей матери, чтобы стать сёгуном. В 1626 г. Таданага убил своего вассала и совершал другие насильственные действия, за что в 1631 г. был посажен под домашний арест в замке Кофу. В 1633 г. Таданага совершает сеппуку в Такасаки. После себя Таданага не оставил наследников. Его племянник Иэцуна вскоре стал четвёртым сёгуном Токугава.